# Groupe B des éliminatoires du Championnat d'Europe de football espoirs 2023
Navigation
Groupe A Groupe C
Le Groupe B des Éliminatoires du Championnat d'Europe de football espoirs 2023 est composé de six équipes: l'Allemagne, la Pologne, Israël, la Hongrie, la Lettonie et Saint-Marin. La composition des neuf groupes de la phase de groupes a été décidée par le tirage au sort effectué le 28 janvier 2021 à 12h00 CET (UTC+1), au siège de l'UEFA à Nyon, en Suisse, avec les équipes classées selon leur classement par coefficient.

## Classement
| Rang | Équipe      | Pts | J  | G | N | P | Bp | Bc | Diff |  | Résultats (▼ dom., ► ext.) |     |     |     |     |     |     |
| ---- | ----------- | --- | -- | - | - | - | -- | -- | ---- |  | -------------------------- | --- | --- | --- | --- | --- | --- |
| 1    | Allemagne   | 27  | 10 | 9 | 0 | 1 | 32 | 9  | +23  |  | Allemagne                  |     | 3-2 | 0-4 | 4-0 | 4-0 | 4-0 |
| 2    | Israël      | 19  | 10 | 6 | 1 | 3 | 19 | 10 | +9   |  | Israël                     | 0-1 |     | 2-2 | 3-0 | 2-1 | 2-0 |
| 3    | Pologne     | 18  | 10 | 5 | 3 | 2 | 26 | 9  | +17  |  | Pologne                    | 1-2 | 1-2 |     | 1-1 | 5-0 | 3-0 |
| 4    | Hongrie     | 14  | 10 | 4 | 2 | 4 | 16 | 17 | -1   |  | Hongrie                    | 1-5 | 1-2 | 2-2 |     | 1-0 | 4-0 |
| 5    | Lettonie    | 7   | 10 | 2 | 1 | 7 | 5  | 19 | -14  |  | Lettonie                   | 1-3 | 1-0 | 0-2 | 0-2 |     | 2-0 |
| 6    | Saint-Marin | 1   | 10 | 0 | 1 | 9 | 0  | 34 | -34  |  | Saint-Marin                | 0-6 | 0-4 | 0-5 | 0-4 | 0-0 |     |

## Matchs
Les heures sont CET/CEST, comme indiqué par l'UEFA (les heures locales, si elles sont différentes, sont entre parenthèses).
| 2 septembre 2021 | Hongrie        | 1 - 2   | Israël                       | Ménfői úti Stadion, Győr                         |                                                  |
| 17h30            | Tóth-Gábor 68e | (0 - 1) | 32e Nachmani · 86e Gandelman | Spectateurs : 210 Arbitrage : Vladimir Moskalyov | Spectateurs : 210 Arbitrage : Vladimir Moskalyov |
| 17h30            | Rapport        |         |                              | Spectateurs : 210 Arbitrage : Vladimir Moskalyov | Spectateurs : 210 Arbitrage : Vladimir Moskalyov |

| 2 septembre 2021 | Saint-Marin | 0 - 6   | Allemagne                                                    | Stadio Olimpico, Serravalle                          |                                                      |
| 19h00            |             | (0 - 5) | 4e Krauß · 20e 43e Burkardt · 39e 41e Moukoko · 68e Leweling | Spectateurs : 150 Arbitrage : Ívar Orri Kristjánsson | Spectateurs : 150 Arbitrage : Ívar Orri Kristjánsson |
| 19h00            | Rapport     |         |                                                              | Spectateurs : 150 Arbitrage : Ívar Orri Kristjánsson | Spectateurs : 150 Arbitrage : Ívar Orri Kristjánsson |

| 3 septembre 2021 | Lettonie | 0 - 2   | Pologne                 | Centre olympique Zemgale, Jelgava          |                                            |
| 16h00 (17h00)    |          | (0 - 0) | 55e Skóraś · 86e Poręba | Spectateurs : 99 Arbitrage : Keith Kennedy | Spectateurs : 99 Arbitrage : Keith Kennedy |
| 16h00 (17h00)    | Rapport  |         |                         | Spectateurs : 99 Arbitrage : Keith Kennedy | Spectateurs : 99 Arbitrage : Keith Kennedy |

| 7 septembre 2021 | Lettonie     | 1 - 3   | Allemagne                             | Stade Daugava, Riga                              |                                                  |
| 18h15 (19h15)    | Korotkovs 8e | (1 - 2) | 25e Moukoko · 41e Stiller · 48e Thiaw | Spectateurs : 330 Arbitrage : Sebastian Gishamer | Spectateurs : 330 Arbitrage : Sebastian Gishamer |
| 18h15 (19h15)    | Rapport      |         |                                       | Spectateurs : 330 Arbitrage : Sebastian Gishamer | Spectateurs : 330 Arbitrage : Sebastian Gishamer |

| 7 septembre 2021 | Pologne      | 1 - 2   | Israël                             | Arena Lublin, Lublin                         |                                              |
| 20h00            | Smoliński 7e | (1 - 1) | 32e (csc) Walukiewicz · 49e Karzev | Spectateurs : 4 386 Arbitrage : Morten Krogh | Spectateurs : 4 386 Arbitrage : Morten Krogh |
| 20h00            | Rapport      |         |                                    | Spectateurs : 4 386 Arbitrage : Morten Krogh | Spectateurs : 4 386 Arbitrage : Morten Krogh |

| 7 septembre 2021 | Saint-Marin | 0 - 4   | Hongrie                                 | Stadio Olimpico, Serravalle               |                                           |
| 20h30            |             | (0 - 1) | 29e Baráth · 74e 82e Skribek · 90e Kiss | Spectateurs : 90 Arbitrage : Andrew Davey | Spectateurs : 90 Arbitrage : Andrew Davey |
| 20h30            | Rapport     |         |                                         | Spectateurs : 90 Arbitrage : Andrew Davey | Spectateurs : 90 Arbitrage : Andrew Davey |

| 7 octobre 2021 | Lettonie              | 2 - 0   | Saint-Marin | Centre olympique Zemgale, Jelgava             |                                               |
| 13h00 (14h00)  | Bocs 22e · Lusins 78e | (1 - 0) |             | Spectateurs : 173 Arbitrage : Ivana Martinčić | Spectateurs : 173 Arbitrage : Ivana Martinčić |
| 13h00 (14h00)  | Rapport               |         |             | Spectateurs : 173 Arbitrage : Ivana Martinčić | Spectateurs : 173 Arbitrage : Ivana Martinčić |

| 7 octobre 2021 | Allemagne                               | 3 - 2   | Israël                      | Benteler-Arena, Paderborn                     |                                               |
| 18h15          | Tillman 34e · Schade 88e · Burkardt 90e | (1 - 1) | 28e Leidner · 51e Gandelman | Spectateurs : 3 262 Arbitrage : Radu Petrescu | Spectateurs : 3 262 Arbitrage : Radu Petrescu |
| 18h15          | Rapport                                 |         |                             | Spectateurs : 3 262 Arbitrage : Radu Petrescu | Spectateurs : 3 262 Arbitrage : Radu Petrescu |

| 8 octobre 2021 | Hongrie          | 2 - 2   | Pologne                                  | Szent Gellért Fórum, Szeged                |                                            |
| 20h00          | Németh 48e 90+5e | (0 - 0) | 61e (pen.) Benedyczak · 81e Wędrychowski | Spectateurs : 850 Arbitrage : Glenn Nyberg | Spectateurs : 850 Arbitrage : Glenn Nyberg |
| 20h00          | Rapport          |         |                                          | Spectateurs : 850 Arbitrage : Glenn Nyberg | Spectateurs : 850 Arbitrage : Glenn Nyberg |

| 12 octobre 2021 | Pologne                                | 3 - 0   | Saint-Marin | Suzuki Arena, Kielce                         |                                              |
| 16h30           | Bogusz 29e · Kamiński 61e · Bejger 66e | (1 - 0) |             | Spectateurs : 4 126 Arbitrage : Nikola Popov | Spectateurs : 4 126 Arbitrage : Nikola Popov |
| 16h30           | Rapport                                |         |             | Spectateurs : 4 126 Arbitrage : Nikola Popov | Spectateurs : 4 126 Arbitrage : Nikola Popov |

| 12 octobre 2021 | Hongrie  | 1 - 5   | Allemagne                                              | Szent Gellért Fórum, Szeged                 |                                             |
| 17h30           | Kiss 39e | (1 - 2) | 5e 90e Schade · 32e Tillman · 54e Shuranov · 66e Krauß | Spectateurs : 1 360 Arbitrage : David Coote | Spectateurs : 1 360 Arbitrage : David Coote |
| 17h30           | Rapport  |         |                                                        | Spectateurs : 1 360 Arbitrage : David Coote | Spectateurs : 1 360 Arbitrage : David Coote |

| 12 octobre 2021 | Israël                  | 2 - 1   | Lettonie  | Stade HaMoshava, Petah Tikva                 |                                              |
| 18h30 (19h30)   | Buganim 8e · Shahar 89e | (1 - 1) | 16e Veips | Spectateurs : 650 Arbitrage : Jasmin Sabotic | Spectateurs : 650 Arbitrage : Jasmin Sabotic |
| 18h30 (19h30)   | Rapport                 |         |           | Spectateurs : 650 Arbitrage : Jasmin Sabotic | Spectateurs : 650 Arbitrage : Jasmin Sabotic |

| 11 novembre 2021 | Saint-Marin | 0 - 4   | Israël                                           | Stadio Olimpico, Serravalle                     |                                                 |
| 19h00            |             | (0 - 4) | 12e Bilu · 13e Davida · 28e Buganim · 31e Shahar | Spectateurs : 110 Arbitrage : Henrik Nalbandyan | Spectateurs : 110 Arbitrage : Henrik Nalbandyan |
| 19h00            | Rapport     |         |                                                  | Spectateurs : 110 Arbitrage : Henrik Nalbandyan | Spectateurs : 110 Arbitrage : Henrik Nalbandyan |

| 12 novembre 2021 | Hongrie     | 1 - 0   | Lettonie | Pancho Aréna, Felcsút                      |                                            |
| 17h45            | Szánthó 77e | (0 - 0) |          | Spectateurs : 260 Arbitrage : Sandi Putros | Spectateurs : 260 Arbitrage : Sandi Putros |
| 17h45            | Rapport     |         |          | Spectateurs : 260 Arbitrage : Sandi Putros | Spectateurs : 260 Arbitrage : Sandi Putros |

| 12 novembre 2021 | Allemagne | 0 - 4   | Pologne                                        | WIRmachenDRUCK Arena, Aspach                 |                                              |
| 18h15            |           | (0 - 3) | 5e 12e Benedyczak · 15e Skóraś · 90e Kozłowski | Spectateurs : 3 994 Arbitrage : Luis Godinho | Spectateurs : 3 994 Arbitrage : Luis Godinho |
| 18h15            | Rapport   |         |                                                | Spectateurs : 3 994 Arbitrage : Luis Godinho | Spectateurs : 3 994 Arbitrage : Luis Godinho |

| 16 novembre 2021 | Pologne                                                                | 5 - 0   | Lettonie | Stade Józef-Piłsudski, Cracovie                    |                                                    |
| 17h30            | Benedyczak 32e (pen.) · Bejger 45e · Śpiewak 45+1e 63e · Kozłowski 51e | (3 - 0) |          | Spectateurs : 2 684 Arbitrage : Robertas Valikonis | Spectateurs : 2 684 Arbitrage : Robertas Valikonis |
| 17h30            | Rapport                                                                |         |          | Spectateurs : 2 684 Arbitrage : Robertas Valikonis | Spectateurs : 2 684 Arbitrage : Robertas Valikonis |

| 16 novembre 2021 | Allemagne                                               | 4 - 0   | Saint-Marin | Audi Sportpark, Ingolstadt                |                                           |
| 18h15            | Thiaw 14e · Shuranov 15e · Burkardt 34e · Thielmann 62e | (3 - 0) |             | Spectateurs : 2 004 Arbitrage : Ion Orlic | Spectateurs : 2 004 Arbitrage : Ion Orlic |
| 18h15            | Rapport                                                 |         |             | Spectateurs : 2 004 Arbitrage : Ion Orlic | Spectateurs : 2 004 Arbitrage : Ion Orlic |

| 16 novembre 2021 | Israël                   | 3 - 0   | Hongrie | Stade HaMoshava, Petah Tikva                 |                                              |
| 18h40 (19h40)    | Bar 5e 51e · Zasno 90+2e | (1 - 0) |         | Spectateurs : 930 Arbitrage : Yaroslav Kozyk | Spectateurs : 930 Arbitrage : Yaroslav Kozyk |
| 18h40 (19h40)    | Rapport                  |         |         | Spectateurs : 930 Arbitrage : Yaroslav Kozyk | Spectateurs : 930 Arbitrage : Yaroslav Kozyk |

| 24 mars 2022 | Hongrie                                 | 4 - 0   | Saint-Marin | Stade Nándor-Hidegkuti, Budapest                   |                                                    |
| 16h30        | Németh 5e 14e · Iyinbor 44e · Major 80e | (3 - 0) |             | Spectateurs : 350 Arbitrage : Irakli Kvirikashvili | Spectateurs : 350 Arbitrage : Irakli Kvirikashvili |
| 16h30        | Rapport                                 |         |             | Spectateurs : 350 Arbitrage : Irakli Kvirikashvili | Spectateurs : 350 Arbitrage : Irakli Kvirikashvili |

| 24 mars 2022  | Israël                    | 2 - 2   | Pologne                       | Stade HaMoshava, Petah Tikva                       |                                                    |
| 17h30 (18h30) | Abada 50e · Gandelman 73e | (0 - 1) | 10e Benedyczak · 78e Kamiński | Spectateurs : 3 870 Arbitrage : Bram Van Driessche | Spectateurs : 3 870 Arbitrage : Bram Van Driessche |
| 17h30 (18h30) | Rapport                   |         |                               | Spectateurs : 3 870 Arbitrage : Bram Van Driessche | Spectateurs : 3 870 Arbitrage : Bram Van Driessche |

| 25 mars 2022 | Allemagne                                   | 4 - 0   | Lettonie | Neuer Tivoli, Aix-la-Chapelle                |                                              |
| 18h15        | Burkardt 25e 43e · Knauff 26e · Tillman 75e | (3 - 0) |          | Spectateurs : 7 718 Arbitrage : Juxhin Xhaja | Spectateurs : 7 718 Arbitrage : Juxhin Xhaja |
| 18h15        | Rapport                                     |         |          | Spectateurs : 7 718 Arbitrage : Juxhin Xhaja | Spectateurs : 7 718 Arbitrage : Juxhin Xhaja |

| 29 mars 2022 | Pologne             | 1 - 1   | Hongrie    | Stade Ernest-Pohl, Zabrze      |                                |
| 16h00        | Skóraś 90+5e (pen.) | (0 - 1) | 35e Németh | Arbitrage : Kristoffer Hagenes | Arbitrage : Kristoffer Hagenes |
| 16h00        | Rapport             |         |            | Arbitrage : Kristoffer Hagenes | Arbitrage : Kristoffer Hagenes |

| 29 mars 2022  | Israël  | 0 - 1   | Allemagne      | Stade HaMoshava, Petah Tikva                    |                                                 |
| 16h45 (17h45) |         | (0 - 0) | 60e Katterbach | Spectateurs : 5 000 Arbitrage : Jérémie Pignard | Spectateurs : 5 000 Arbitrage : Jérémie Pignard |
| 16h45 (17h45) | Rapport |         |                | Spectateurs : 5 000 Arbitrage : Jérémie Pignard | Spectateurs : 5 000 Arbitrage : Jérémie Pignard |

| 29 mars 2022 | Saint-Marin | 0 - 0   | Lettonie | Stadio Olimpico, Serravalle |                          |
| 20h30        |             | (0 - 0) |          | Arbitrage : Luis Texeira    | Arbitrage : Luis Texeira |
| 20h30        | Rapport     |         |          | Arbitrage : Luis Texeira    | Arbitrage : Luis Texeira |

| 2 juin 2022   | Lettonie    | 1 - 0   | Israël | Skonto Stadion, Riga                        |                                             |
| 16h30 (17h30) | Ozoliņš 46e | (0 - 0) |        | Spectateurs : 300 Arbitrage : Bulat Sariyev | Spectateurs : 300 Arbitrage : Bulat Sariyev |
| 16h30 (17h30) | Rapport     |         |        | Spectateurs : 300 Arbitrage : Bulat Sariyev | Spectateurs : 300 Arbitrage : Bulat Sariyev |

| 2 juin 2022 | Saint-Marin | 0 - 5   | Pologne                                                         | Stadio Olimpico, Serravalle |                          |
| 20h30       |             | (0 - 3) | 4e 89e (pen.) Białek · 16e Łopata · 33e Skóraś · 82e Kałuziński | Arbitrage : Luka Bilbija    | Arbitrage : Luka Bilbija |
| 20h30       | Rapport     |         |                                                                 | Arbitrage : Luka Bilbija    | Arbitrage : Luka Bilbija |

| 3 juin 2022 | Allemagne                                                       | 4 - 0   | Hongrie | Stadion an der Bremer Brücke, Osnabrück            |                                                    |
| 18h15       | Moukoko 17e · Burkardt 31e (pen.) · Krauß 76e · Samardžić 90+3e | (2 - 0) |         | Spectateurs : 5 609 Arbitrage : Yasar Kemal Ugurlu | Spectateurs : 5 609 Arbitrage : Yasar Kemal Ugurlu |
| 18h15       | Rapport                                                         |         |         | Spectateurs : 5 609 Arbitrage : Yasar Kemal Ugurlu | Spectateurs : 5 609 Arbitrage : Yasar Kemal Ugurlu |

| 7 juin 2022   | Israël                        | 2 - 0   | Saint-Marin | Stade HaMoshava, Petah Tikva |                            |
| 18h00 (19h00) | Berkovich 2e · Podgoreanu 14e | (2 - 0) |             | Arbitrage : Jamie Robinson   | Arbitrage : Jamie Robinson |
| 18h00 (19h00) | Rapport                       |         |             | Arbitrage : Jamie Robinson   | Arbitrage : Jamie Robinson |

| 7 juin 2022   | Lettonie | 0 - 2   | Hongrie               | Skonto Stadion, Riga       |                            |
| 18h00 (19h00) |          | (0 - 1) | 41e 54e (pen.) Németh | Arbitrage : Miloš Bošković | Arbitrage : Miloš Bošković |
| 18h00 (19h00) | Rapport  |         |                       | Arbitrage : Miloš Bošković | Arbitrage : Miloš Bošković |

| 7 juin 2022 | Pologne    | 1 - 2   | Allemagne       | Stade municipal, Łódź             |                                   |
| 18h00       | Białek 35e | (1 - 1) | 25e 85e Moukoko | Arbitrage : Manfredas Lukjancukas | Arbitrage : Manfredas Lukjancukas |
| 18h00       | Rapport    |         |                 | Arbitrage : Manfredas Lukjancukas | Arbitrage : Manfredas Lukjancukas |

## Buteurs
Il y a eu 98 buts marqués en 30 matches, pour une moyenne de 3.27 buts par match (au 7 juin 2022).

### 7 buts
- Jonathan Burkardt
- András Németh

### 6 buts
- Youssoufa Moukoko

### 5 buts
- Adrian Benedyczak

### 4 buts
- Michał Skóraś

### 3 buts
- Tom Krauß
- Kevin Schade
- Malik Tillman
- Bartosz Białek
- Omri Gandelman

### 2 buts
- Erik Shuranov
- Malick Thiaw
- Łukasz Bejger
- Jakub Kamiński
- Kacper Kozłowski
- Kacper Śpiewak
- Arad Bar
- Itay Buganim
- Ido Shahar
- Tamás Kiss
- Alen Skribek

### 1 but
- Noah Katterbach
- Ansgar Knauff
- Jamie Leweling
- Lazar Samardžić
- Angelo Stiller
- Jan Thielmann
- Mateusz Bogusz
- Jakub Kałuziński
- Kacper Łopata
- Łukasz Poręba
- Kacper Smoliński
- Marcel Wędrychowski
- Liel Abada
- Amir Berkovich
- Oz Bilu
- Osher Davida
- Eden Karzev
- Doron Leidner
- Stav Nachmani
- Suf Podgoreanu
- Zohar Zasno
- Péter Baráth
- Patrick Iyinbor
- Sámuel Major
- Regő Szánthó
- Kristóf Tóth-Gábor
- Rolands Bocs
- Ilja Korotkovs
- Kristers Lusins
- Rihards Ozoliņš
- Roberts Veips

### 1 but contre son camp
- Sebastian Walukiewicz (contre Israël)